# ジュラテック駅
ジュラテック駅 （ジュラテックえき、マレー語:Stesen Jelatek） は、マレーシアのクアラルンプールにある、ラピドKL (RapidKL) クラナ・ジャヤ線 (Kelana Jaya Line)の駅である｡

## 歴史
- 1999年6月1日開業

## 駅構造
相対式ホーム2面2線をもつ高架駅である。

## 駅周辺
- Gleneagles Intan Medical Centre (病院)
- Great Eastern Mall (ショッピングモール)
- 夜市(駅前駐車場にて毎週金曜日)